# La Ville Blanche (restaurant)
La Ville Blanche est un restaurant situé à Rospez (Côtes-d'Armor). Étoilé au Guide Michelin depuis 1997, il fait l'objet d'une attention particulière des médias français lorsqu'il est désigné « deuxième meilleur restaurant au monde » par TripAdvisor en 2020.

## Historique
Dans les années 1930, la famille Jaguin tient à La Ville Blanche une épicerie et y fait un commerce de porcs. À la fin des années 1950, elle y ouvre un restaurant ouvrier. En 1990, Jean-Yves Jaguin reprend le restaurant créé par ses parents pour en faire un restaurant gastronomique.
En 1997 le restaurant obtient une étoile au Guide Michelin. Le restaurant reçoit quelques personnalités, comme Nicolas Sarkozy, Jean Yanne ou Erik Orsenna.
Début 2019, Jean-Yves Jaquin cède l'établissement à Maud et Yvann Guglielmetti. Fin 2019, Yvann Guglielmetti est nommé « jeune Talent » par le Gault et Millau. En janvier 2020, le restaurant « qui propose une cuisine moderne, avec une attention portée aux saisons, aux produits de la région et... aux herbes aromatiques du jardin potager » conserve son étoile Michelin. Parmi les plats emblématiques du restaurant, on peut citer les huîtres chaudes au lait ribot, le ris de veau doré à la poêle et oignon de Roscoff,  et une « gavotte bretonne ».

## Deuxième meilleur restaurant au monde en 2020 selon TripAdvisor
En 2020, le restaurant est classé « deuxième meilleur restaurant au monde » par TripAdvisor. Surpris, le chef Guglielmetti relativise ce classement, qui vaut au restaurant un regain d'activité (mais aussi quelques insultes anonymes).